# Sussaba spilota
Sussaba spilota är en stekelart som beskrevs av Dasch 1964. Sussaba spilota ingår i släktet Sussaba och familjen brokparasitsteklar. Inga underarter finns listade i Catalogue of Life.